# Kenneth Eriksson
Kenneth Eriksson (Äppelbo, 13 maggio 1956) è un ex pilota di rally svedese, vincitore in carriera di sei prove del campionato del mondo rally
Con 138 gare disputate è al 12º posto nella classifica di tutti i tempi dei rally disputati..

## Biografia
Tra i piloti in assoluto dalla carriera più longeva, ha partecipato al campionato del mondo rally dal 1980 al 2002, ottenendo 489 punti.

## Palmarès
1995
- nel Campionato del mondo rally su Mitsubishi Lancer Evo III

### Vittorie nel mondiale rally
| # | Anno | Rally                      | Copilota          | Vettura                 |
| - | ---- | -------------------------- | ----------------- | ----------------------- |
| 1 | 1987 | Rally della Costa d'Avorio | Peter Diekmann    | Volkswagen Golf GTI 16V |
| 2 | 1991 | Rally di Svezia            | Staffan Parmander | Mitsubishi Galant VR-4  |
| 3 | 1995 | Rally di Svezia            | Staffan Parmander | Mitsubishi Lancer Evo 2 |
| 4 | 1995 | Rally d'Australia          | Staffan Parmander | Mitsubishi Lancer Evo 3 |
| 5 | 1997 | Rally di Svezia            | Staffan Parmander | Subaru Impreza WRC      |
| 6 | 1997 | Rally della Nuova Zelanda  | Staffan Parmander | Subaru Impreza WRC      |

## Risultati nel WRC
| 1979 | Scuderia | Vettura   |  |    |  |  |  |  |  |  |  |  |  |  |  |  |  |  | Punti | Pos. |
| ---- | -------- | --------- |  | -- |  |  |  |  |  |  |  |  |  |  |  |  |  |  | ----- | ---- |
| 1979 |          | Volvo 142 |  | 29 |  |  |  |  |  |  |  |  |  |  |  |  |  |  | [ 4 ] |      |

| 1980 | Scuderia | Vettura    |  |    |  |  |  |  |  |  |  |  |  |  |  |  |  |  | Punti | Pos. |
| ---- | -------- | ---------- |  | -- |  |  |  |  |  |  |  |  |  |  |  |  |  |  | ----- | ---- |
| 1980 |          | Saab 96 V4 |  | 51 |  |  |  |  |  |  |  |  |  |  |  |  |  |  | 0     |      |

| 1981 | Scuderia | Vettura    |  |    |  |  |  |  |  |  |  |  |  |  |  |  |  |  | Punti | Pos. |
| ---- | -------- | ---------- |  | -- |  |  |  |  |  |  |  |  |  |  |  |  |  |  | ----- | ---- |
| 1981 |          | Saab 96 V4 |  | 31 |  |  |  |  |  |  |  |  |  |  |  |  |  |  | 0     |      |

| 1982 | Scuderia | Vettura    |  |    |  |  |  |  |  |  |  |  |  |  |  |  |  |  | Punti | Pos. |
| ---- | -------- | ---------- |  | -- |  |  |  |  |  |  |  |  |  |  |  |  |  |  | ----- | ---- |
| 1982 |          | Saab 96 V4 |  | 15 |  |  |  |  |  |  |  |  |  |  |  |  |  |  | 0     |      |

| 1983 | Scuderia | Vettura     |  |    |  |  |  |  |  |  |  |  |  |  |  |  |  |  | Punti | Pos. |
| ---- | -------- | ----------- |  | -- |  |  |  |  |  |  |  |  |  |  |  |  |  |  | ----- | ---- |
| 1983 |          | Opel Ascona |  | 16 |  |  |  |  |  |  |  |  |  |  |  |  |  |  | 0     |      |

| 1984 | Scuderia         | Vettura                                |  |   |  |  |  |  |  |  |  |  |  |     |  |  |  |  | Punti | Pos. |
| ---- | ---------------- | -------------------------------------- |  | - |  |  |  |  |  |  |  |  |  | --- |  |  |  |  | ----- | ---- |
| 1984 | Opel Team Sweden | Opel Kadett GTE 1800 e Opel Kadett GSI |  | 7 |  |  |  |  |  |  |  |  |  | Rit |  |  |  |  | 4     | 36º  |

| 1985 | Scuderia | Vettura         |  |    |  |  |  |  |  |  |  |  |  |  |  |  |  |  | Punti | Pos. |
| ---- | -------- | --------------- |  | -- |  |  |  |  |  |  |  |  |  |  |  |  |  |  | ----- | ---- |
| 1985 |          | Opel Kadett GSI |  | 10 |  |  |  |  |  |  |  |  |  |  |  |  |  |  | 1     | 68º  |

| 1986 | Scuderia              | Vettura                                             |   |   |     |     |   |   |   |   |    |  |  |    |  |  |  |  | Punti | Pos. |
| ---- | --------------------- | --------------------------------------------------- | - | - | --- | --- | - | - | - | - | -- |  |  | -- |  |  |  |  | ----- | ---- |
| 1986 | Volkswagen Motorsport | Volkswagen Golf II GTi 16V e Volkswagen Golf II GTi | 9 | 7 | Rit | Rit | 8 | 7 | 7 | 5 | 12 |  |  | 11 |  |  |  |  | 25    | 10º  |

| 1987 | Scuderia              | Vettura                    |   |   |   |     |     |     |  |   |   |  |   |  |   |  |  |  | Punti | Pos. |
| ---- | --------------------- | -------------------------- | - | - | - | --- | --- | --- |  | - | - |  | - |  | - |  |  |  | ----- | ---- |
| 1987 | Volkswagen Motorsport | Volkswagen Golf II GTi 16V | 5 | 8 | 3 | Rit | Rit | Rit |  | 2 | 4 |  | 1 |  | 9 |  |  |  | 70    | 4º   |

| 1988 | Scuderia                                       | Vettura                                         |  |  |  |   |   |  |  |  |  |     |  |   |     |  |  |  | Punti | Pos. |
| ---- | ---------------------------------------------- | ----------------------------------------------- |  |  |  | - | - |  |  |  |  | --- |  | - | --- |  |  |  | ----- | ---- |
| 1988 | Toyota Team Europe e Toyota Team Great Britain | Toyota Supra Turbo e Toyota Celica GT-4 (ST165) |  |  |  | 4 | 6 |  |  |  |  | Rit |  | 6 | Rit |  |  |  | 22    | 12º  |

| 1989 | Scuderia                                | Vettura                    |   |  |  |  |  |     |  |  |   |   |  |  |   |  |  |  | Punti | Pos. |
| ---- | --------------------------------------- | -------------------------- | - |  |  |  |  | --- |  |  | - | - |  |  | - |  |  |  | ----- | ---- |
| 1989 | Toyota Team Sweden e Toyota Team Europe | Toyota Celica GT-4 (ST165) | 3 |  |  |  |  | Rit |  |  | 4 | 2 |  |  | 4 |  |  |  | 47    | 6º   |

| 1990 | Scuderia                   | Vettura                |     |     |  |  |     |  |  |   |     |  |  |   |  |  |  |  | Punti | Pos. |
| ---- | -------------------------- | ---------------------- | --- | --- |  |  | --- |  |  | - | --- |  |  | - |  |  |  |  | ----- | ---- |
| 1990 | Mitsubishi Ralliart Europe | Mitsubishi Galant VR-4 | Rit | Rit |  |  | Rit |  |  | 3 | Rit |  |  | 2 |  |  |  |  | 27    | 8º   |

| 1991 | Scuderia                   | Vettura                |     |   |  |  |  |   |  |  |   |   |  |  |  |   |  |  | Punti | Pos. |
| ---- | -------------------------- | ---------------------- | --- | - |  |  |  | - |  |  | - | - |  |  |  | - |  |  | ----- | ---- |
| 1991 | Mitsubishi Ralliart Europe | Mitsubishi Galant VR-4 | Rit | 1 |  |  |  | 7 |  |  | 3 | 2 |  |  |  | 2 |  |  | 66    | 5º   |

| 1992 | Scuderia                   | Vettura                |     |  |     |  |  |     |  |  |  |  |  |  |  |   |  |  | Punti | Pos. |
| ---- | -------------------------- | ---------------------- | --- |  | --- |  |  | --- |  |  |  |  |  |  |  | - |  |  | ----- | ---- |
| 1992 | Mitsubishi Ralliart Europe | Mitsubishi Galant VR-4 | Rit |  | Rit |  |  | Rit |  |  |  |  |  |  |  | 7 |  |  | 4     | 41º  |

| 1993 | Scuderia            | Vettura                 |   |  |   |  |  |     |  |  |   |  |  |  |   |  |  |  | Punti | Pos. |
| ---- | ------------------- | ----------------------- | - |  | - |  |  | --- |  |  | - |  |  |  | - |  |  |  | ----- | ---- |
| 1993 | Mitsubishi Ralliart | Mitsubishi Lancer Evo I | 4 |  | 5 |  |  | Rit |  |  | 5 |  |  |  | 2 |  |  |  | 41    | 6º   |

| 1994 | Scuderia            | Vettura                                            |   |  |  |  |     |  |   |  |  |  |  |  |  |  |  |  | Punti | Pos. |
| ---- | ------------------- | -------------------------------------------------- | - |  |  |  | --- |  | - |  |  |  |  |  |  |  |  |  | ----- | ---- |
| 1994 | Mitsubishi Ralliart | Mitsubishi Lancer Evo I e Mitsubishi Lancer Evo II | 5 |  |  |  | Rit |  | 4 |  |  |  |  |  |  |  |  |  | 18    | 12º  |

| 1995 | Scuderia            | Vettura                                              |  |   |  |  |   |   |  |     |  |  |  |  |  |  |  |  | Punti | Pos. |
| ---- | ------------------- | ---------------------------------------------------- |  | - |  |  | - | - |  | --- |  |  |  |  |  |  |  |  | ----- | ---- |
| 1995 | Mitsubishi Ralliart | Mitsubishi Lancer Evo II e Mitsubishi Lancer Evo III |  | 1 |  |  | 5 | 1 |  | Rit |  |  |  |  |  |  |  |  | 48    | 3º   |

| 1996 | Scuderia       | Vettura            |   |   |     |   |   |   |   |   |   |  |  |  |  |  |  |  | Punti | Pos. |
| ---- | -------------- | ------------------ | - | - | --- | - | - | - | - | - | - |  |  |  |  |  |  |  | ----- | ---- |
| 1996 | 555 Subaru WRT | Subaru Impreza 555 | 5 | 2 | Rit | 5 | 3 | 5 | 2 | 5 | 7 |  |  |  |  |  |  |  | 78    | 4º   |

| 1997 | Scuderia       | Vettura                   |  |   |     |     |  |  |   |     |   |     |   |  |     |     |  |  | Punti | Pos. |
| ---- | -------------- | ------------------------- |  | - | --- | --- |  |  | - | --- | - | --- | - |  | --- | --- |  |  | ----- | ---- |
| 1997 | 555 Subaru WRT | Subaru Impreza S5 WRC '97 |  | 1 | Rit | Rit |  |  | 3 | Rit | 1 | Rit | 3 |  | Rit | Rit |  |  | 28    | 5º   |

| 1998 | Scuderia                            | Vettura                                                                       |  |   |  |     |    |  |     |     |    |     |     |    |     |  |  |  | Punti | Pos. |
| ---- | ----------------------------------- | ----------------------------------------------------------------------------- |  | - |  | --- | -- |  | --- | --- | -- | --- | --- | -- | --- |  |  |  | ----- | ---- |
| 1998 | 555 Subaru WRT e Hyundai Motorsport | Subaru Impreza S5 WRC '97, Hyundai Coupé Kit Car e Hyundai Coupé Kit Car Evo2 |  | 4 |  | Rit | 21 |  | Rit | Rit | 20 | Rit | Rit | 22 | Rit |  |  |  | 3     | 14º  |

| 1999 | Scuderia           | Vettura                    |  |     |  |    |     |  |  |    |    |     |    |     |   |    |  |  | Punti | Pos. |
| ---- | ------------------ | -------------------------- |  | --- |  | -- | --- |  |  | -- | -- | --- | -- | --- | - | -- |  |  | ----- | ---- |
| 1999 | Hyundai Motorsport | Hyundai Coupé Kit Car Evo2 |  | Rit |  | 14 | Rit |  |  | 15 | 17 | Rit | 11 | Rit | 9 | 25 |  |  | 0     |      |

| 2000 | Scuderia            | Vettura            |  |    |  |     |    |   |     |   |    |  |     |    |   |     |  |  | Punti | Pos. |
| ---- | ------------------- | ------------------ |  | -- |  | --- | -- | - | --- | - | -- |  | --- | -- | - | --- |  |  | ----- | ---- |
| 2000 | Hyundai Castrol WRT | Hyundai Accent WRC |  | 13 |  | Rit | 23 | 8 | Rit | 5 | 15 |  | Rit | 45 | 4 | Rit |  |  | 5     | 11º  |

| 2001 | Scuderia            | Vettura             |  |   |   |  |     |     |     |  |    |    |  |  |    |   |  |  | Punti | Pos. |
| ---- | ------------------- | ------------------- |  | - | - |  | --- | --- | --- |  | -- | -- |  |  | -- | - |  |  | ----- | ---- |
| 2001 | Hyundai Castrol WRT | Hyundai Accent WRC2 |  | 8 | 7 |  | Rit | Rit | Rit |  | 12 | 10 |  |  | 12 | 6 |  |  | 1     | 21º  |

| 2002 | Scuderia         | Vettura                                         |    |     |     |    |   |   |    |     |     |    |    |     |   |    |  |  | Punti | Pos. |
| ---- | ---------------- | ----------------------------------------------- | -- | --- | --- | -- | - | - | -- | --- | --- | -- | -- | --- | - | -- |  |  | ----- | ---- |
| 2002 | Škoda Motorsport | Škoda Octavia WRC Evo2 e Škoda Octavia WRC Evo3 | 13 | Rit | Rit | 17 | 9 | 6 | 14 | Rit | Rit | 10 | 11 | Rit | 8 | 13 |  |  | 1     | 18º  |

| Legenda | 1º posto | 2º posto | 3º posto | A punti | Senza punti | Ritirato | Squalificato | NP=Non partito C=Gara cancellata | Apice=Power stage |